# Sergei Wladimirowitsch Obrutschew
Sergei Wladimirowitsch Obrutschew (russisch Сергей Владимирович Обручев; * 22. Januarjul. / 3. Februar 1891greg. in Irkutsk; † 29. August 1965 in Leningrad) war ein russisch-sowjetischer Geologe.

## Leben
Obrutschews Eltern waren der Geologe Wladimir Afanassjewitsch Obrutschew und Jelisaweta Issaakowna geborene Lourié († 1933). Obrutschew begeisterte sich zusammen mit seinen Brüdern Wladimir und Dmitri für die Geologie und nahm 1905 an der Expedition seines Vaters in die Dsungarei teil.
Nach dem Besuch der Tomsker Realschule studierte Obrutschew an der Kaiserlichen Universität Moskau (MGU) in der Physikalisch-Mathematischen Fakultät mit Abschluss 1915. Er hatte 1912 eine eigene Expedition zur geologischen Vermessung der Umgebung Bordschomis durchgeführt. Er blieb am Lehrstuhl, um sich auf eine Professur vorzubereiten. 1916 wurde er im Geologischen Kabinett der MGU angestellt. Im selben Jahr wurde er Adjunkt-Geologe am Lithogaea-Institut für Petrographie, das der Mäzen Wassili Arschinow 1905 als Forschungsstätte für seinen Sohn Wladimir Arschinow gestiftet hatte, und dann Mitglied der Institutsgeschäftsführung. 1917 führte er eine Expedition an der mittleren Angara durch.
Nach der Oktoberrevolution arbeitete Obrutschew im Geologischen Komitee des Obersten Rats für Volkswirtschaft (bis 1929). 1919 wurde er Mitglied der Moskauer Gesellschaft der Naturforscher. Er führte geologische Untersuchungen im Jenissei-Becken durch und dokumentierte das Tunguska-Steinkohle-Becken. 1922 leitete er die Explorationsgruppe der Ozeanographie-Expedition in Spitzbergen und Nowaja Semlja. Von 1926 bis 1935 untersuchte er die fast unbekannten Becken der Indigirka und Kolyma, wo dann Goldvorkommen festgestellt wurden, und die Tschuktschen-Halbinsel. Er entwickelte Grundmuster der Orographie, der Geomorphologie und der tektonischen und geologischen Strukturen Nordost-Asiens. Während der Indigirka-Expedition 1926 schlug er vor, die Gebirge an der mittleren Indigirka und der mittleren Kolyma zusammenfassend als Tscherskigebirge zu bezeichnen. Auch vermutete er den nördlichen Kältepol im Hochland von Oimjakon, was später durch meteorologische Langzeitmessungen bestätigt wurde. Ab 1929 arbeitete er in der Jakutien-Kommission der Akademie der Wissenschaften der UdSSR (AN-SSSR).
Ab 1932 arbeitete Obrutschew im Arktis-Allunionsinstitut. 1937 wurde er ohne Verteidigung einer Dissertation zum Doktor der geologisch-mineralogischen Wissenschaften promoviert und zum Professor ernannt. 1941 wechselte er in das Geologie-Institut der AN-SSSR in Moskau. Von 1937 bis 1954 untersuchte er die Gebirge des Ostsajans, des Chamar-Dabans und des Nordostens von Tuwa. Auch führte er Untersuchungen in anderen Gebieten der UdSSR durch. Daneben lehrte er während des Deutsch-Sowjetischen Kriegs an der Universität Irkutsk. Seit 1941 war er Mitglied der Geographischen Gesellschaft der UdSSR. Auch war er Mitglied der Mineralogischen Allunionsgesellschaft.
Ab 1950 arbeitete Obrutschew im Laboratorium für Geologie des Präkambriums der AN-SSSR, dessen Direktor er 1963 wurde. 1953 wurde er zum Korrespondierenden Mitglied der AN-SSSR gewählt.
Obrutschew beherrschte 7 europäische Sprachen und hatte sich selbst Esperanto beigebracht, für das er warb. Zeitweise war er Redakteur der Zeitschrift La Ondo de Esperanto. Ab 1957 leitete er die Esperanto-Sektion im Gorki-Haus der Wissenschaftler in Leningrad.
Obrutschew war mit der Geologin Marija Lwowna geborene Lourié verheiratet und hatte die Tochter Tatjana (* 1947), die Mathematik am Leningrader Bergbau-Institut lehrte.
Obrutschew starb am 29. August 1965 in Leningrad und wurde auf dem Serafimowskoje-Friedhof begraben.
Obrutschews Namen tragen ein Gebirge und ein Gletscher des Tscherskigebirges, eine Halbinsel und ein Kap Nowaja Semljas, eine Halbinsel der Neusibirischen Inseln, Berge bei Pewek, ein Berg bei Ochotsk und ein Bach im Hochland von Oimjakon. Auch Fossilien wurden nach Obrutschew benannt.

## Ehrungen, Preise
- Orden des Roten Banners der Arbeit (1945)
- Stalinpreis I. Klasse (1946) für die Entdeckung und Erforschung der Zinn-Lagerstätten im Nordosten der UdSSR
- Leninorden (1956)
- Ehrenzeichen der Sowjetunion (1963)
- Medaillen[1]